# Nobelova cena za fyziologii a lékařství
Nobelova cena za fyziologii a lékařství (švédsky Nobelpriset i fysiologi eller medicin,) spravovaná Nobelovou nadací, je každoročně udělované ocenění za významné objevy na poli věd o životě a lékařství. Představuje jednu z pěti Nobelových cen vzešlých ze závěti švédského chemika a vynálezce dynamitu Alfreda Nobela, sepsané v listopadu 1895. Nobel se zajímal o experimentální fyziologii a měl v úmyslu založit cenu podporující rozvoj vědeckých objevů pocházejících z laboratoří. Laureáti přijímají Nobelovu cenu vždy 10. prosince, jako připomínku dne zakladatelova úmrtí. Vedle medaile, která na líci vyobrazuje Nobelův profil – shodně jako u medailí za fyziku, chemii a literaturu –, je součástí ceny diplom a certifikát na peněžní obnos.
Mezi lety 1901 až 2024 Nobelovu cenu za fyziologii a lékařství obdrželo ve 115 ročnících 229 osob, z toho 216 mužů a 13 žen. Oceněno bylo čtyřicet laureátů samostatně, třicet šest dvojic a třicet devět trojic (maximální počet nositelů v ročníku). Prvním oceněným se v roce 1901 stal německý fyziolog Emil von Behring za „práce o léčení sérem a zvláště za použití séra proti záškrtu“. První ženskou nositelkou se roku 1947 stala pražská rodačka Gerty Coriová (spolu s manželem Corim) za objasnění „katalytické přeměny glykogenu“ známé jako cyklus Coriových.
V roce 2024 cena putovala do rukou Američanů, vývojového biologa Victora Ambrose a molekulárního biologa Garyho Ruvkuna „za objev microRNA a její roli v posttranskripční regulaci genů“. Částku 11 milionů švédských korun si tak rozdělili rovným dílem. Oceněn byl jejich přínos v objevu malých molekul RNA – mikroRNA, a jejich role v regulaci genové exprese, čímž tyto molekuly významně přispívají ke správnému fungování buňky i obraně před viry. Jejich poškození může vést k rozvoji onemocnění včetně nádorových. Oba vědci prováděli výzkum na modelovém organismu, háďátku obecném, a první výsledky publikovali ve dvou článcích časopisu Cell v roce 1993. Poprvé se setkali v 80. letech dvacátého století jako postdoktorandi na MITu v laboratoři H. Roberta Horvitze, který za práce na háďátku obdržel Nobelovu cenu za rok 2002.
Některé z udělených cen byly vnímány kontroverzně. Jedna z nich byla předána v roce 1949 portugalskému neurologu Antóniu Egasu Monizovi za prefrontální leukotomii, a to navzdory protestům z lékařského prostředí. Roku 1952 ocenění obdržel biochemik Selman Abraham Waksman, jenž vedl soudní spor o patentová práva v rámci objevu streptomycinu, z nichž polovina připadla spoluobjeviteli Albertu Schatzovi, který ovšem cenu nezískal. V roce 1962 se laureáty za práce týkající struktury DNA stali James Dewey Watson, Francis Crick a Maurice Wilkins, aniž by výbor vyznamenal přínos souvisejících prací, například Oswalda Averyho a Rosalindy Franklinové. Vzhledem k zákazu nominovat zesnulé, hraje význam také časový úsek od objevu až k aplikaci. V roce 1966 se tak dočkal ceny laureát, jenž učinil daný objev před padesáti lety. Dalším limitujícím faktorem je možnost ocenění nejvýše tří osob na jeden rok. To zakládá možnost kontroverze, jak se od poloviny 20. století zvyšuje počet objevů v rámci spolupracujících týmů.

## Pozadí

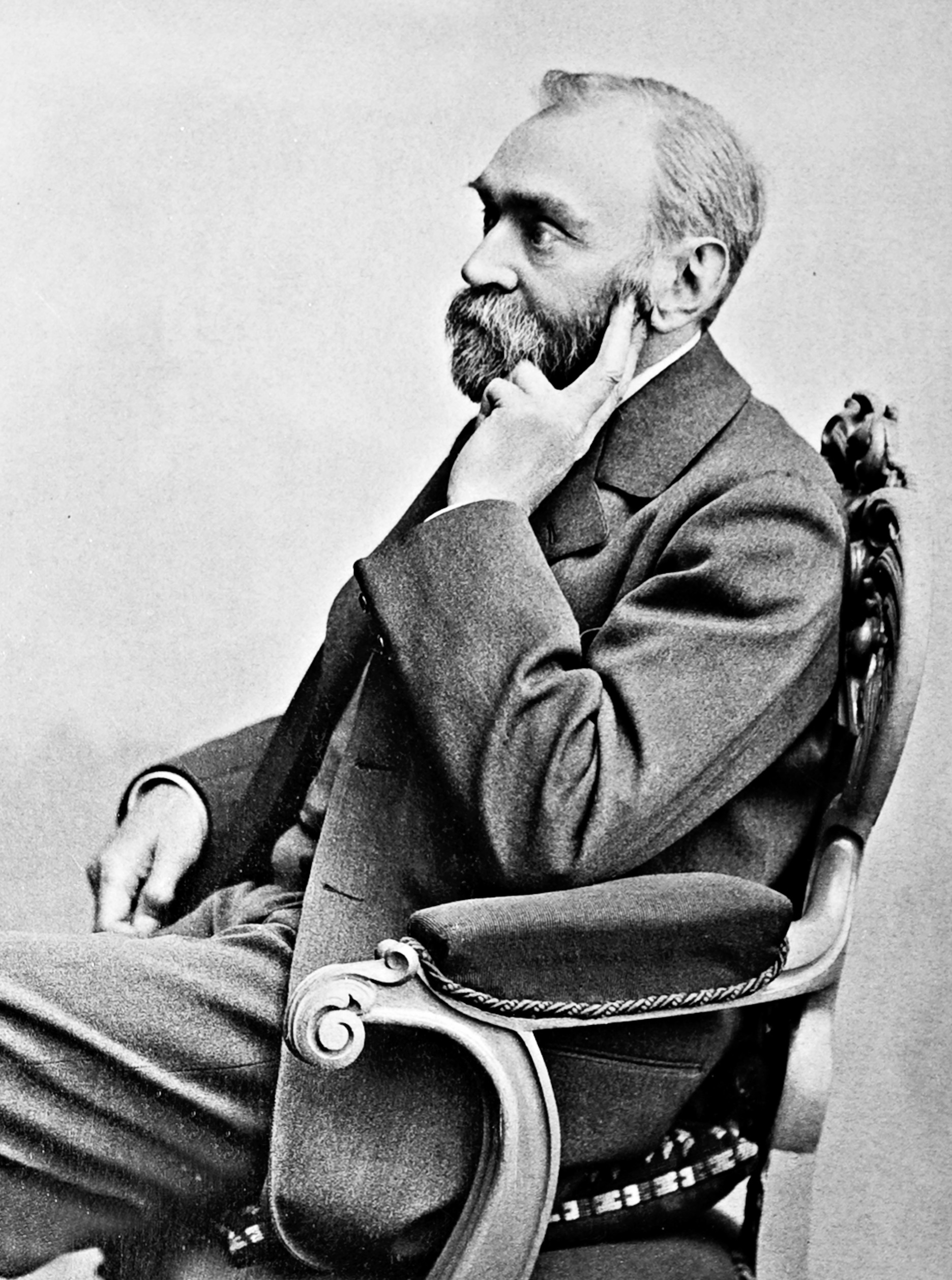
Nobel se zajímal o experimentální fyziologii a založil vlastní laboratoře tohoto zaměření.

Alfred Nobel se narodil 21. října 1833 ve Stockholmu do inženýrské rodiny. V průběhu života se stal chemikem a vynálezcem, který zbohatl především díky 355 vynálezům, z nichž je nejslavnější dynamit. Zajímal se o experimentální fyziologii a založil vlastní laboratoře tohoto zaměření ve Francii a Itálii k experimentům s transfuzí krve.
V souladu se zájmem o vědecké objevy finančně podporoval ruskou Pavlovovu laboratoř.
V roce 1888 byl překvapen, když si ve francouzských novinách přečetl článek nazvaný „Obchodník se smrtí je mrtvý“. Ve skutečnosti se jednalo u úmrtí jeho bratra Ludviga Nobela, ale zpráva jej přiměla ke změně závěti. V poslední vůli tak Nobel požadoval, aby byly jeho peníze využity na založení několika cen pro ty, kteří se zaslouží o největší přínos lidstvu ve fyzice, chemii, o mír, fyziologii nebo lékařství a literatuře. Ačkoli během života sepsal několik závětí, poslední z nich je datovaná přibližně rok před jeho smrtí, kdy mu bylo šedesát tři let. V důsledku spornosti poslední vůle, nebyl tento dokument oficiálně osvědčen norským parlamentem Stortingem až do 26. dubna 1897.
Po smrti vynálezce došlo k založení Nobelovy nadace pro správu a nakládání s prostředky z pozůstalosti. V roce 1900 vydala nadace ustanovení vyhlášená švédským králem Oskarem II. Podle Nobelovy poslední vůle je švédská lékařská fakulta a vědecké pracoviště Karolinska Institutet zodpovědná za udělování ceny ve fyziologii a lékařství. V současnosti se cena obvykle nazývá jen jako „Nobelova cena za lékařství“.

## Nominace a výběr
Významnou roli měl pro Nobela fakt, že cena bude udělována „za objev“ a také se zdůvodněním „za největší přínos lidstvu“.

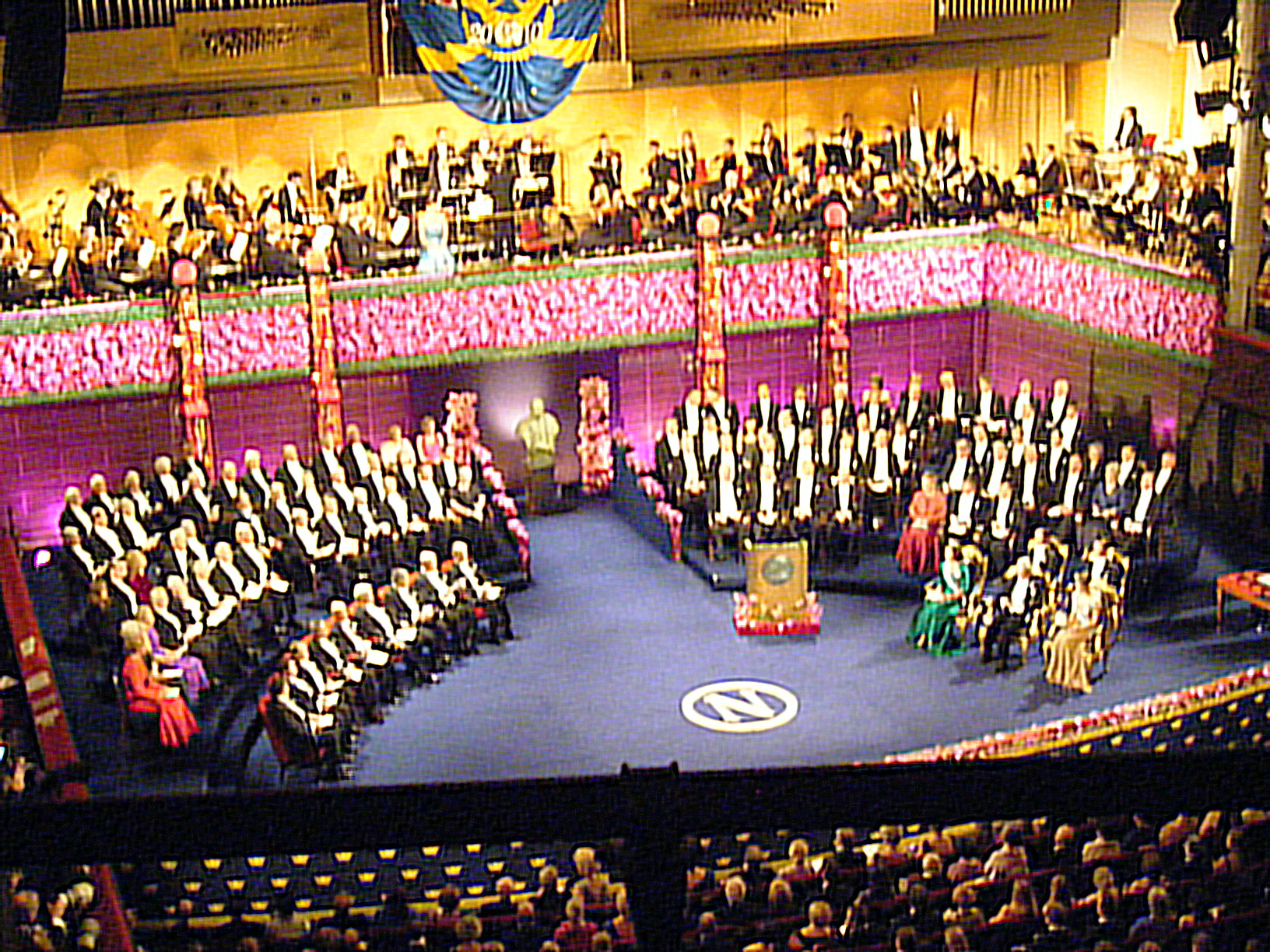
Ceremoniál udílení cen ve stockholmském koncertním sále, 2010

Podle pravidel závěti z listopadu 1895 mají právo nominace pouze kvalifikované osoby – vědci. Způsobilí k takovému úkonu jsou stálí členové – švédští a zahraniční členové Královské akademie věd (lékařské sekce), univerzitní profesoři lékařství ve Švédsku, Dánsku, Norsku, Islandu a Finsku, dále pak profesoři vybraných zahraničních univerzit a výzkumných pracovišť. Právo navrhovat kandidáty mají také bývalí laureáti Nobelovy ceny.
Do roku 1977 rozhodovali o nositelích všichni profesoři Karolinského institutu společně. Daný rok změna švédských zákonů vedla Institut k nutnosti přijetí dokumentů, jež měly zvýšit veřejný charakter ceny. Následkem toho vznikl právně nezávislý orgán obhospodařující ocenění – Nobelovo shromáždění. To je složeno z padesáti profesorů Karolinska Institutet, kteří každý rok volí pětičlenný Nobelův výbor (komitét) s úkolem zhodnotit nominace. Shromáždění dále volí sekretáře, jenž má na starost organizaci, a nakonec také vybírá deset pomocných členů, kteří se s výborem podílí na hodnocení nominovaných. Všechny nominace jsou komitétem rozděleny do šesti skupin: anatomie a histologie, všeobecná biologie, fyziologie a fyziologická chemie, patologie a patologická anatomie, lékařství, chirurgie a terapie, bakteriologie, etiologie a hygiena a imunologie. V roce 1968 bylo přijato opatření, podle něhož se nesmí o cenu v jednom roce rozdělit více než tři osoby.
V souladu se svým posláním výbor zhodnotí návrhy a vybere nominanty působící v základním výzkumu, jejichž práce zaznamenala významný přínos na poli aplikované vědy. Návrhy osob, které komitét doporučí k udělení ceny, postoupí Nobelovu shromáždění se závěrečnou zprávou. Shromáždění pak rozhoduje o návrzích výboru. Všechny stupně výběru, od nominace až po finální výběr, jsou drženy v tajnosti padesát let.

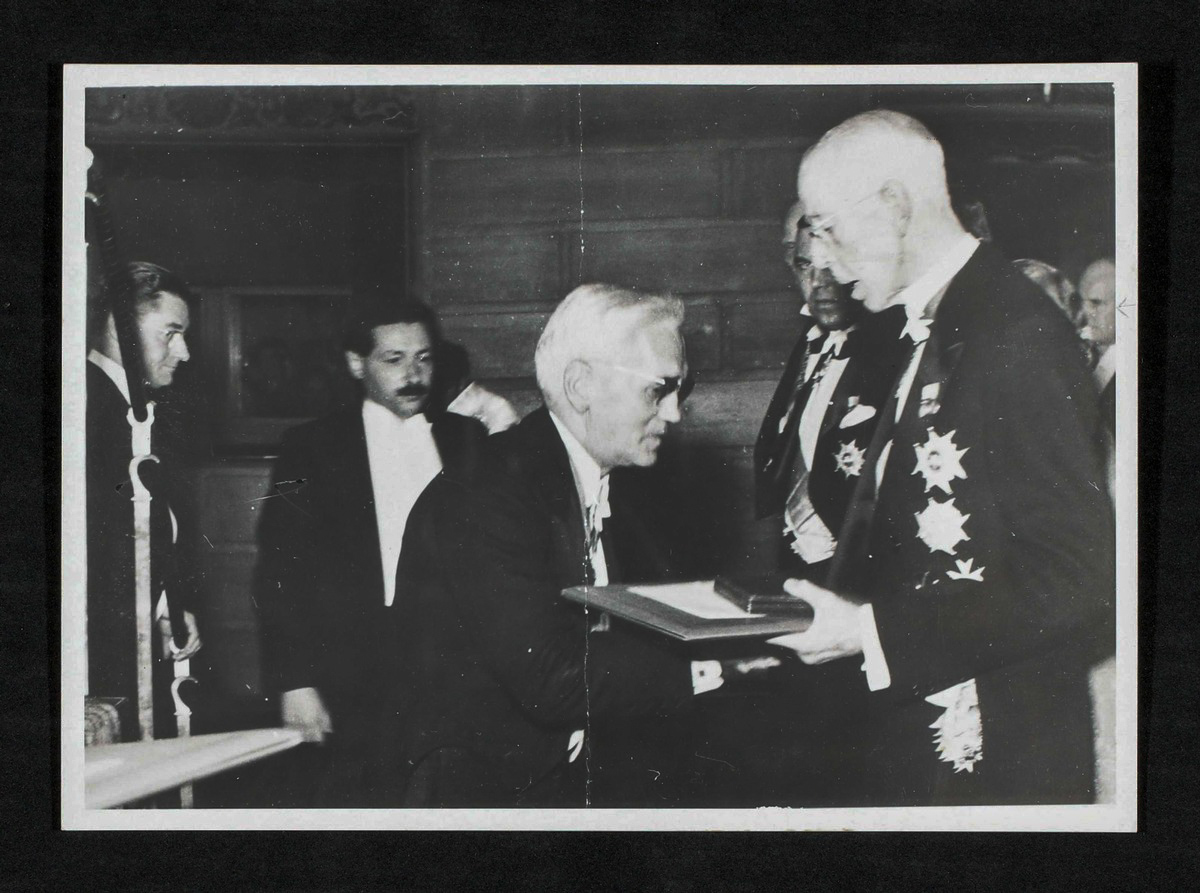
Alexander Fleming (vlevo) přijímá Nobelovu cenu z rukou krále Gustava V., 1945

V důsledku preferování základního výzkumu před aplikovaným tak nebyl oceněn například americký neurochirurg Harvey Cushing, jenž popsal Cushingův syndrom, ani psychiatr Sigmund Freud, protože jeho psychoanalýza postrádala hypotézu testovatelnou experimentálně. Veřejné očekávání udělení ceny Jonasu Salkovi nebo Albertu Sabinovi za vývoj vakcíny proti dětské obrně nebylo naplněno. Namísto toho se laureáty stali John Enders, Thomas Weller a Frederick Robbins za objev schopnosti viru poliomyelitidy růst v laboratorních podmínkách tkáňové kultury opice, což mělo zásadní vliv na eradikaci dětské obrny. Oceněn tak byl základní výzkum.
Do konce 30. let 20. století byly ceny také udělovány pouze za fyziologii, ale v důsledku prohlubování oborové specializace, frekvence „fyziologických laureátů“ významně klesla. Posledními nositeli za výhradně fyziologický přínos se v roce 1963 stali Sir John Carew Eccles, Alan Lloyd Hodgkin a Andrew Fielding Huxley za „objev iontového mechanismu dráždění a útlumu centrálních a periferních oblastí membrán nervových buněk“.

## Obsah ceny
Laureát Nobelovy ceny za fyziologii a lékařství získává zlatou medaili, diplom obsahující zdůvodnění a finanční obnos. K předání dochází na slavnostním ceremoniálu, po němž následuje banket.

### Medaile

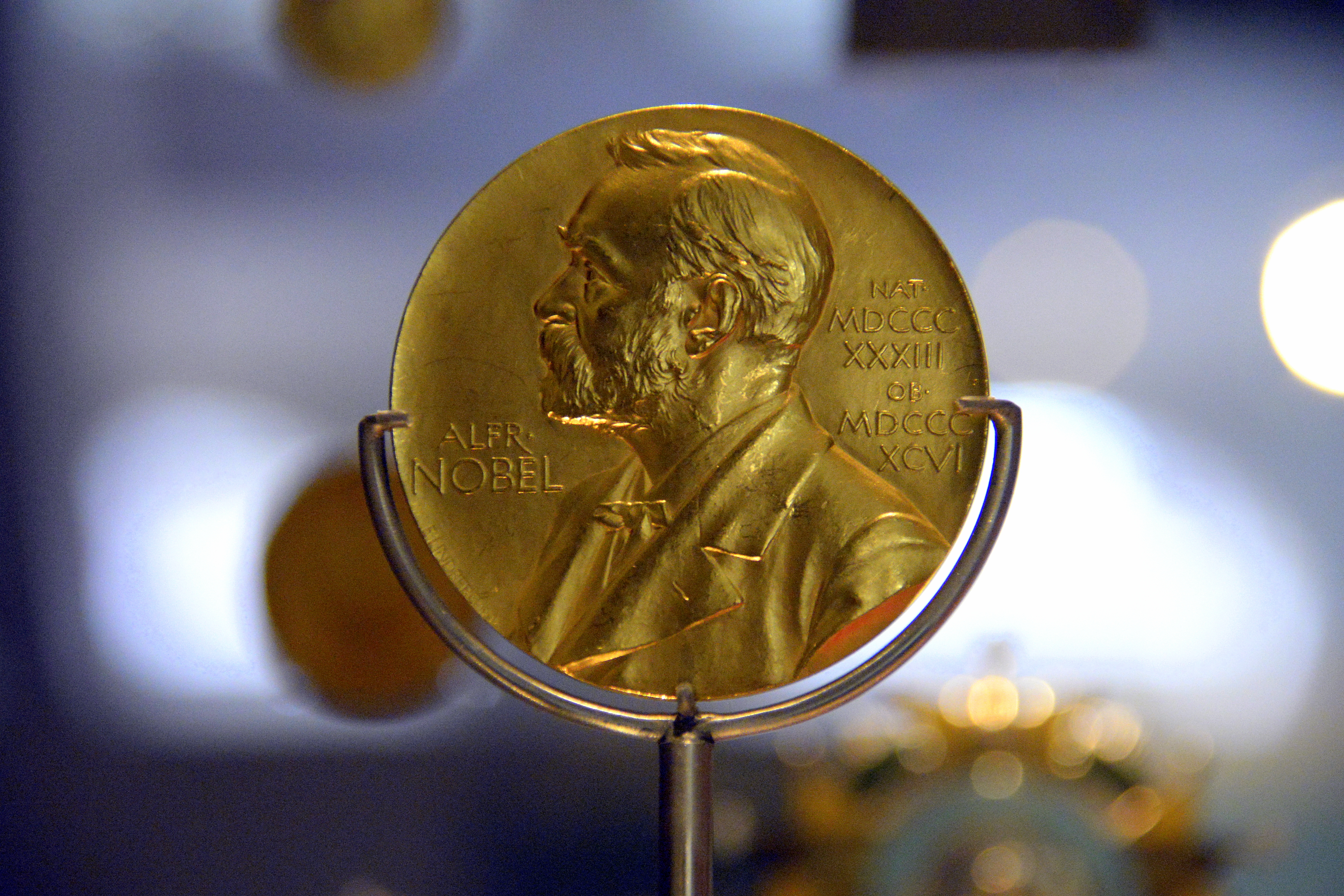
Medaile s podobiznou Alfreda Nobela podle návrhu Erika Lindberga. Jejím příjemcem se v roce 1945 stal Alexander Fleming

Medaile je vyražena ve švédské mincovně Myntverket a registrována jako obchodní značka Nobelovy nadace. Na líci zobrazuje levostranný profil hlavy Alfreda Nobela. Medaile v oblastech fyziky, literatury, chemie a fyziologie a lékařství obsahují shodný avers: jméno, rok narození a úmrtí vynálezce zapsané v latině: NAT-MDCCC XXXIII OB-MDCCC XCVI. Před rokem 1980 se medaile vyráběla z 23karátového zlata. Od tohoto data je vyráběna z 18karátového zeleného zlata pokrytého 23karátovým zlatem.
Revers medaile představuje vyobrazení sedící Nadané Medicíny, která drží otevřenou knihu v klínu a zachycuje proud vody prýštící ze skály, aby uhasila žízeň nemocné dívky. Součástí rubu je také citát z Vergiliovy Aeneidy.
| latinsky                                  | česky                                             |
| ----------------------------------------- | ------------------------------------------------- |
| Inventas vitam juvat excoluisse per artes | Vynálezy zlepšují život jenž je zkrášlován uměním |

### Diplom

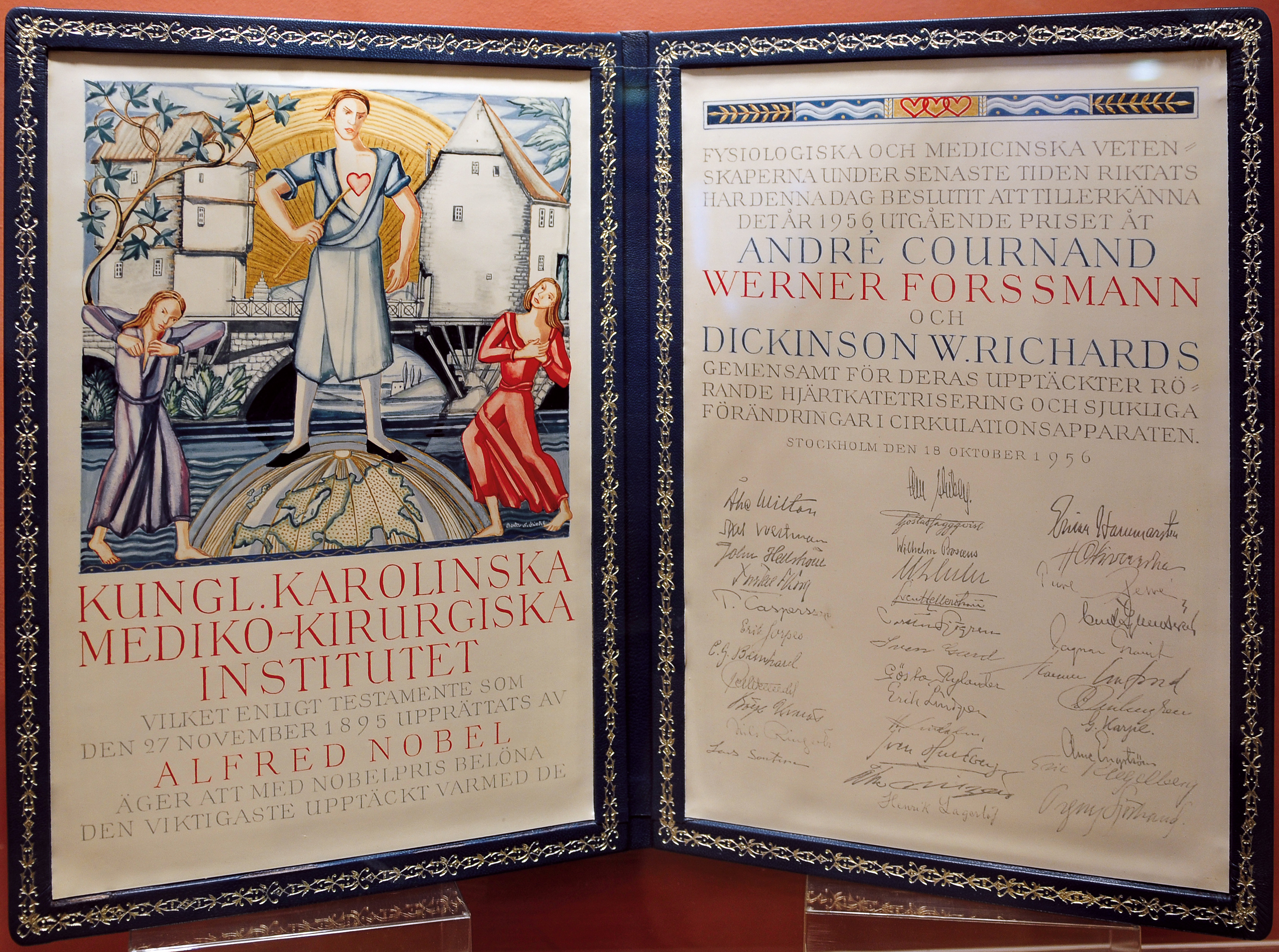
Diplom udělený Werneru Forssmannovi, který byl s Cournandem a Richardsem oceněn mj. za objev katetrizace srdce, 1956

Diplom laureát přijímá přímo z rukou švédského krále. Každý kus je jedinečné grafické dílo určené pro konkrétního nositele a navržené oceňující institucí. V případě fyziologie a lékařství ji představuje shromáždění Karolinska Institutet. Realizací jsou pověřeni významní švédští kaligrafové a umělci. Diplom obsahuje obrázek a text se jménem oceněného a zdůvodnění výběru dané osoby.

### Finanční obnos
Finanční obnos se mění v závislosti na možnostech Nobelovy nadace v daném kalendářním roce. Částka je vyplácena ve švédských korunách. Při premiérovém udílení v roce 1901 nositel získal 150 782 korun (což k roku 2009 odpovídalo hodnotě 7 872 648 korun). V roce 2009 pak výše odměny činila 10 000 000 korun. V důsledku snížení rozpočtu pro rok 2012, získal tehdy každý laureát částku 8 miliónů korun, a stejná výše odměny byla určena i pro rok 2014. Pokud cenu obdrží dvě osoby jednoho oboru, pak je odměna rozdělena rovným dílem. Jestliže jsou tři ocenění, pak má výbor možnost rozdělit částku rovným dílem na třetiny, nebo jednomu přiznat polovinu a dvěma zbylým čtvrtinu celkové sumy.

### Ceremoniál a banket

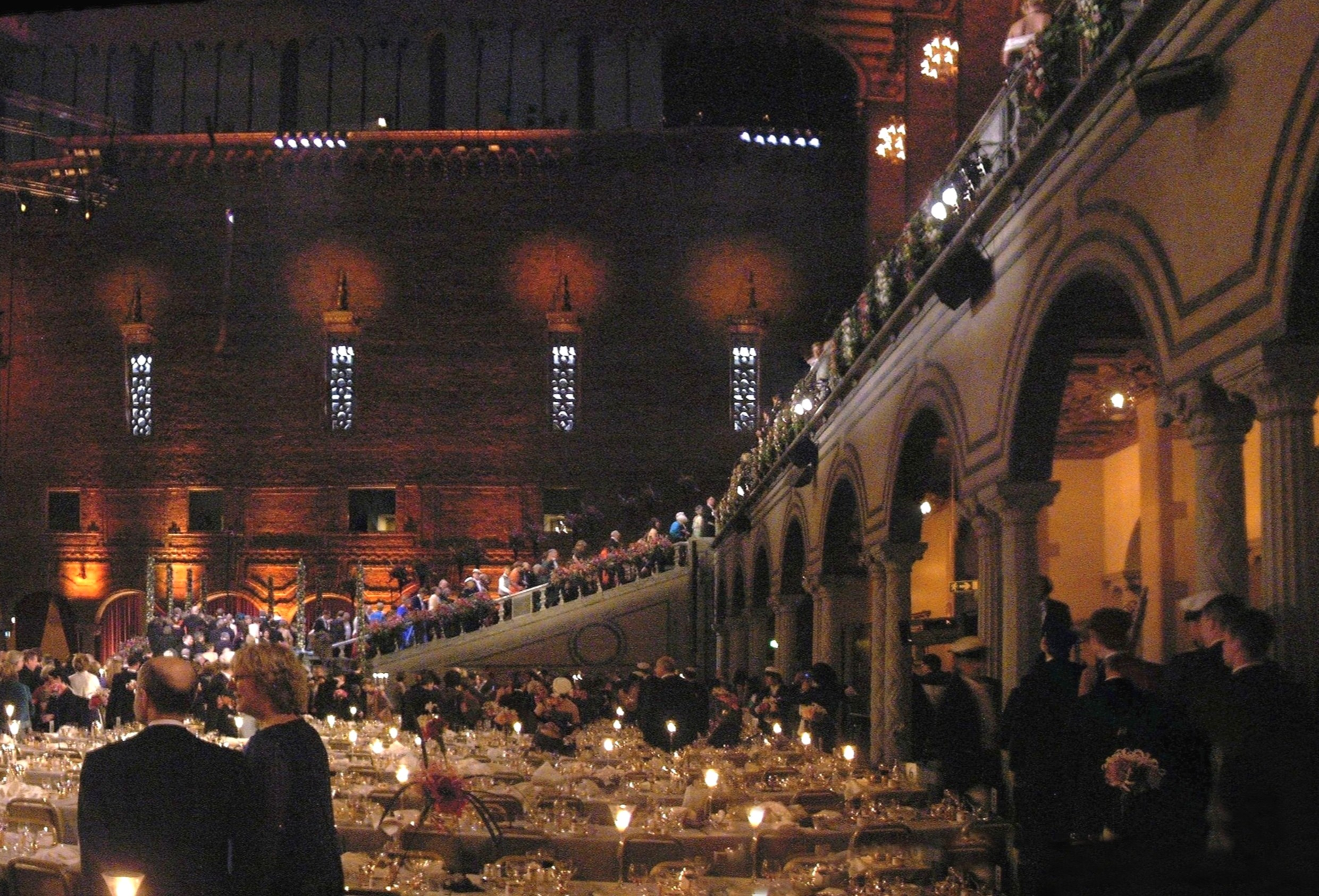
Nobelovský banket, 2005

Ceny jsou předány na slavnostním ceremoniálu, na nějž navazuje banket. Ten představuje honosnou událost za účasti švédské královské rodiny. Banket je plánován několik měsíců dopředu a jeho program, včetně večeře, udržován v tajnosti až do inkriminovaného večera. Odehrává se na stockholmské radnici. Nobelova nadace vybírá menu z ochutnávek jednotlivých šéfkuchařů s mezinárodní reputací. Večeře zahrnuje tři chody, po redukci původně šesti podávaných. Každý laureát má právo na doprovod šestnácti osob. Standardně se banketu účastní také švédský premiér, členové vlády a Nobelovy rodiny, stejně jako studenti. V roce 2012 bylo na banket pozváno přes dva tisíce hostů.

## Laureáti
Prvním oceněným v oboru fyziologie a lékařství se v roce 1901 stal německý fyziolog
Emil von Behring, který „objevil léčbu sérem a použil jej proti záškrtu. Otevřel tak novou cestu lékařské vědě a lékařům dal úspěšnou zbraň v boji proti nemoci a smrti“. V roce 1902 cena směřovala do rukou britského bakteriologa Ronalda Rosse „za jeho práce o malárii, kterou prokázal jak vzniká nemoc v organismu, a tím položil základní kámen pro její úspěšný výzkum a léčbu“. Objevil, že přenašečem malárie je komár (rodu Anopheles) a neúnavně pracoval na preventivních opatření nemoci v celosvětovém měřítku. Roku 1903 obdržel ocenění dánský lékař Niels Ryberg Finsen, „za přístup k léčení nemocí, zvláště lupus vulgaris, pomocí koncentrovaných světelných paprsků, čímž ukázal novou cestu lékařské vědě“. Zemřel necelý rok po udělení ceny ve čtyřiceti třech letech. Ruský fyziolog Ivan Petrovič Pavlov, jehož výzkum Nobel oceňoval a podporoval, převzal cenu roku 1904 jako uznání „za práce v oboru fyziologie trávení“.

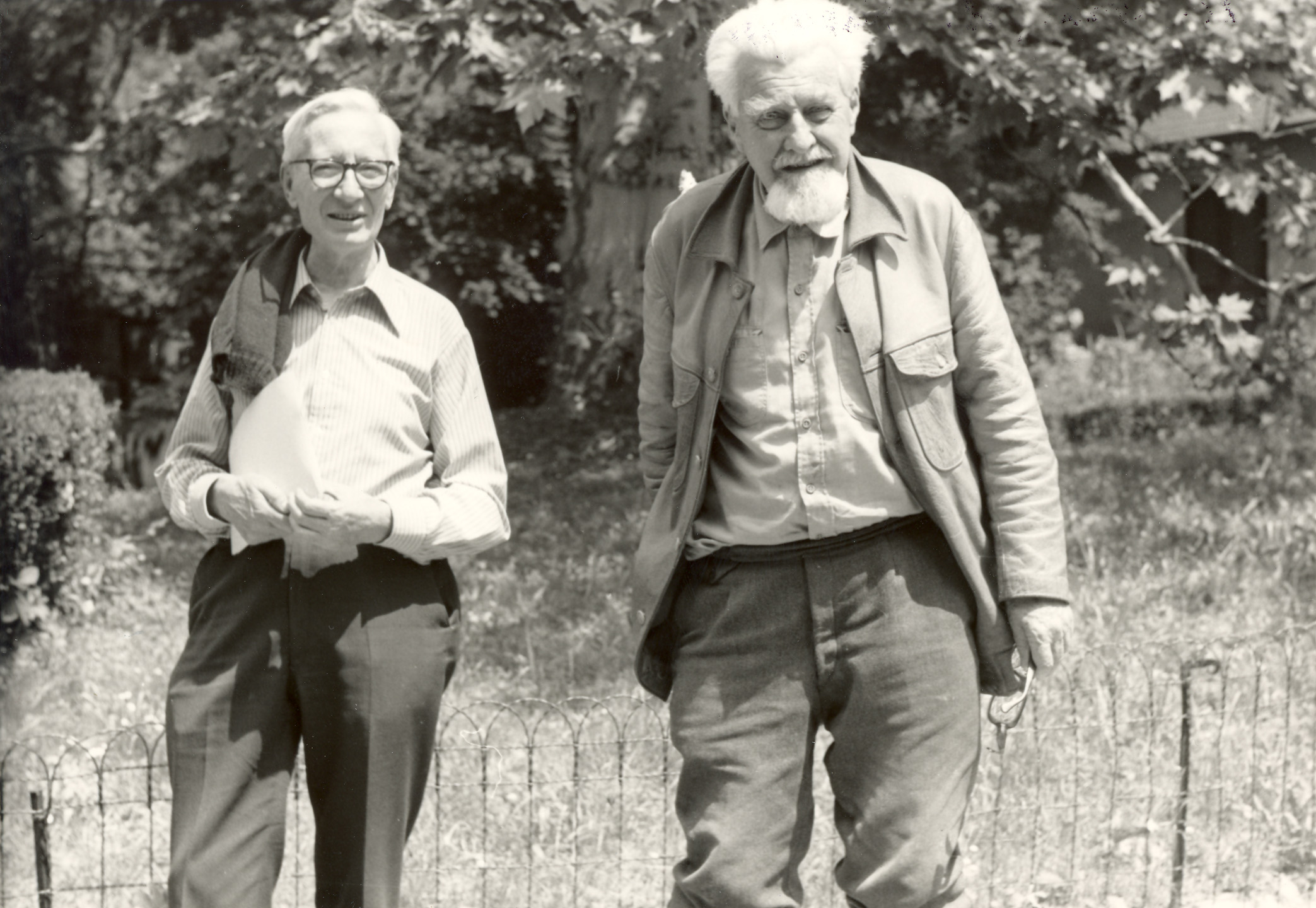
Zoologové Nikolaas Tinbergen (vlevo) a Konrad Lorenz získali cenu (s Karlem von Frischem) za objevy týkající se organizace a vyvolání individuálního a vzorového chování zvířat.

Někteří z laureátů prováděli výzkum na širokém poli věd o životě, kterým vymezovali hranice, co lze ještě zahrnout pod deštník fyziologie nebo lékařství. V roce 1973 tak cenu získali zoologové Nikolaas Tinbergen, Konrad Lorenz a Karl von Frisch „za objevy organizace a vyvolání individuálního a sociálního vzorového chování“. Jednalo se o výzkum vzorců chování zvířat, za nějž by byla očekávanější cena na poli behaviorálních věd, než ve fyziologii či lékařství. Tinbergen vyjádřil podiv nad Nobelovou cenou prohlášením, „o nekonvenčním rozhodnutí Nobelovy nadace ocenit tento rok cenou za fyziologii a lékařství tři muže, kteří byli až do té doby považováni za 'obyčejné diváky zvířat'“.
Různí laureáti obdrželi Nobelovu cenu ze širokého spektra výzkumu, který se alespoň do jisté míry dotýkal lékařství či fyziologie. Do roku 2010 tak osm cen putovalo výzkumníkům za objevy signální transdukce skrze aktivaci G proteinů a druhých poslů. Třináct cen putovalo vědcům zkoumajícím neurobiologické téma a třináct oceněných získalo cenu za výzkum intermediárního metabolismu.  Ženskými laureátkami se staly Gerty Coriová (1947), Rosalyn Yalowová (1977), Barbara McClintocková (1983), Rita Leviová-Montalciniová (1986), Gertrude Belle Elionová (1988), Christiane Nüssleinová-Volhardová (1995), Linda B. Bucková (2004), Françoise Barré-Sinoussiová (2008), Elizabeth H. Blackburnová (2009), Carol W. Greiderová (2009), May-Britt Moserová (2014),  Tchu Jou-jou (2015) a Katalin Karikóová (2023). V rámci žen získala pouze McClintocková cenu samostatně, jako jediný nositel v ročníku, „za objev pohyblivých genetických jednotek“ (tzv. skákajících genů).
V roce 2009 ocenění putovalo Američanům Elizabeth Blackburnové, Carol W. Greiderové a Jacku W. Szostakovi „za objevení ochrany chromozomů prostřednictvím telomer a objev enzymu telomerázy“. Rozdělili si tak částku 10 000 000 švédských korun. Italská neuroložka a doživotní senátorka Rita Leviová-Montalciniová (* 1909), která přebrala cenu spolu se Stanleym Cohenem v roce 1986 „za objev nervového růstového faktoru (NGF)“, se dožila 103 let, když zemřela 30. prosince 2012.

## Faktor času asmrti

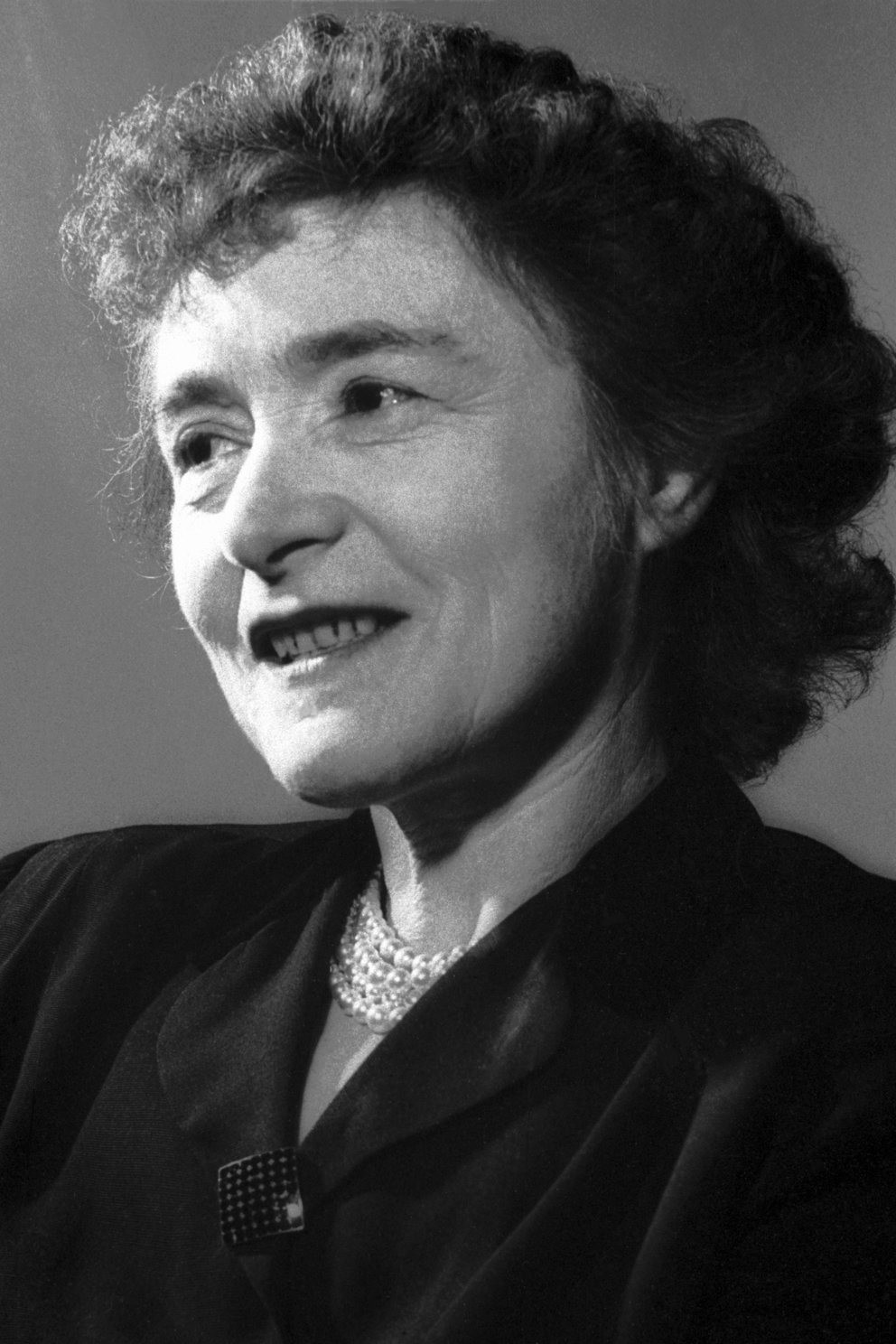
První ženskou nositelkou za fyziologii a lékařství se v roce 1947 stala pražská rodačka Gerty Coriová

Vzhledem k délce časového intervalu u některých objevu, až do průkazu jejich významnosti prostřednictvím aplikací, mohou být někteří nositelé oceněni řadu let i desetiletí po svém inovátorském počinu. Jedním z omezujících faktorů je také podmínka, že cena nesmí být udělena zemřelé osobě.
Barbara McClintocková svůj objev „skákajících genů“ učinila v roce 1944, ještě před odhalením struktury molekuly DNA, a cenu obdržela až roku 1983. Podobně Francis Peyton Rous odhalil roli nádorových virů u kuřat v roce 1916, ale na ocenění musel čekat dalších padesát let, až do roku 1966.
Výzkumná práce nobelistky Carol Greiderové, která vedla k zisku ceny, se odehrála dvacet let před jejím obdržením. Vědkyně prohlásila, že je v medicíně výhodou, když potvrzení významnosti objevu zabere určitý časový úsek, jenž může trvat i mnoho let. V roce 2009 došlo vůbec poprvé v nobelovské historii k ocenění více než jedné ženy během jediného ročníku. Obě nobelistky také představovaly první dvě ženy v kategorii fyziologie a lékařství, jež sdílely jednu cenu společně.
V říjnu 2011 vyhlásil Nobelův výbor laureátem kanadského imunologa Ralpha M. Steinmana, který byl již tři dny po smrti. Došlo k bezprecedentní situaci v historii cen, protože podle pravidel nesmí být laureát zesnulý. Komitét pak vydal rozhodnutí, že udělení proběhlo „v dobré víře,“ kdy se jeho členové domnívali, že oceněný stále žije, a tak by měl zůstat stav (udělená cena) nezměněn.

## Kontroverze
Některé z cen byly vnímány kontroverzně. Prudké diskuse rozpoutala otázka, kdo měl obdržet Nobelovu cenu za objev inzulinu – hormonu snižujícího hladinu glukózy v krvi. Ocenění bylo uděleno v roce 1923 Fredericku Bantingovi a Johnu Macleodovi, což rozlítilo Bantinga, který považoval přínos druhého nositele za minimální. Macleod pracoval jako přednosta ústavu Torontské univerzity, ale na objevu se přímo nepodílel. Banting naopak označil Charles Besta, svého laboratorního spolupracovníka, za toho, kdo měl cenu také získat. Čestně mu pak přenechal polovinu obdržené finanční prémie. Macleod se o svou polovinu odměny podělil s biochemikem Jamesem Collipem, který se k výzkumnému týmu připojil později. Někteří zastávají názor, že skutečně prvním vědcem, jenž izoloval inzulin se v roce 1916 stal rumunský profesor fyziologie Nicolae Paulescu z Lékařské a farmaceutické univerzity Carola Davila v Bukurešti, ačkoliv jeho látka pancrein byla nečistým vodným extraktem, nevhodným pro humánní medicínu. Paulescu získal 10. dubna 1922 na svůj objev patent (č. 6254 (8322) „Pancreina şi procedeul fabricaţiei ei“ / „Pancrein a jeho způsob tvorby“), od rumunského ministerstva průmyslu a obchodu.

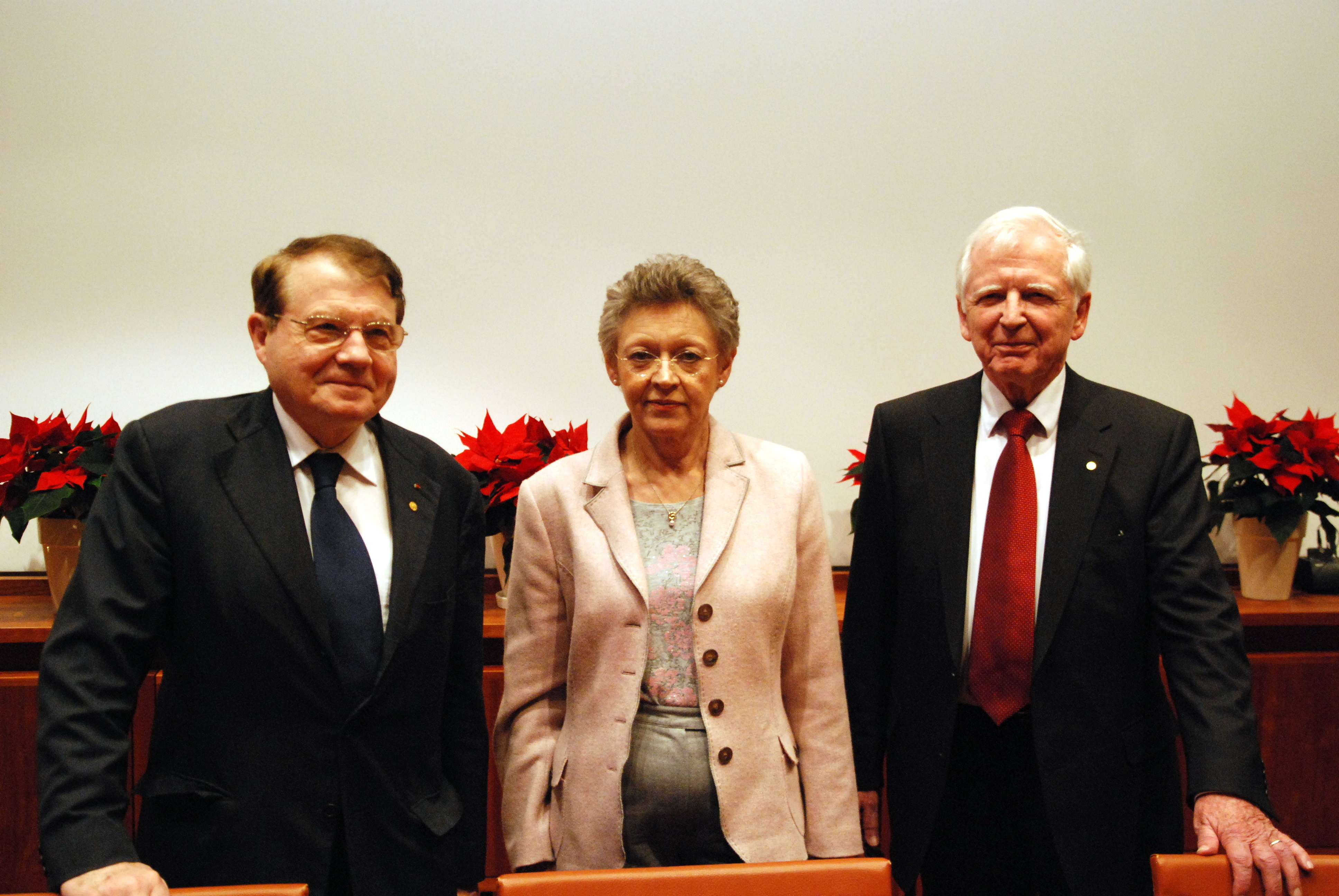
Skandál a kontroverzi vyvolalo udělení Nobelových cen 2008 Haraldu zur Hausenovi (vpravo) za objev HPV a dvojici Françoise Barré-Sinoussiová a Luc Montagnier za objevení HIV.

V roce 1949, navzdory protestům z odborného lékařského prostředí, byl oceněn portugalský neurolog António Egas Moniz za vývoj lobotomie, kterou označoval jako prefrontální leukotomii, při léčbě některých psychóz. Úspěšnost terapie podpořil pouze desetidenní pooperační péčí. Díky značné publicitě spojené s Nobelovou cenou, byla tato metoda předepisována bez ohledu na stanovisko moderní lékařské etiky. Její příznivé výsledky byly publikovány v periodikách jako The New York Times. Odhaduje se, že než metoda ztratila na popularitě, bylo ve Spojených státech provedeno přibližně čtyřicet tisíc lobotomií.
V roce 1952 se jediným laureátem stal Selman Abraham Waksman za objev antibiotika streptomycinu. Výbor opomněl přiznat zásluhy spoluobjeviteli Albertu Schatzovi, který proti Waksmanovi vedl soudní spor ohledně tohoto objevu. Následně bylo Schatzovi přiznáno hmotné vyrovnání a dočkal se také oficiálního potvrzení statusu spoluobjevitele streptomycinu, z čehož pro něj plynula část patentových práv. Nicméně, Nobelovu cenu nikdy neobdržel.

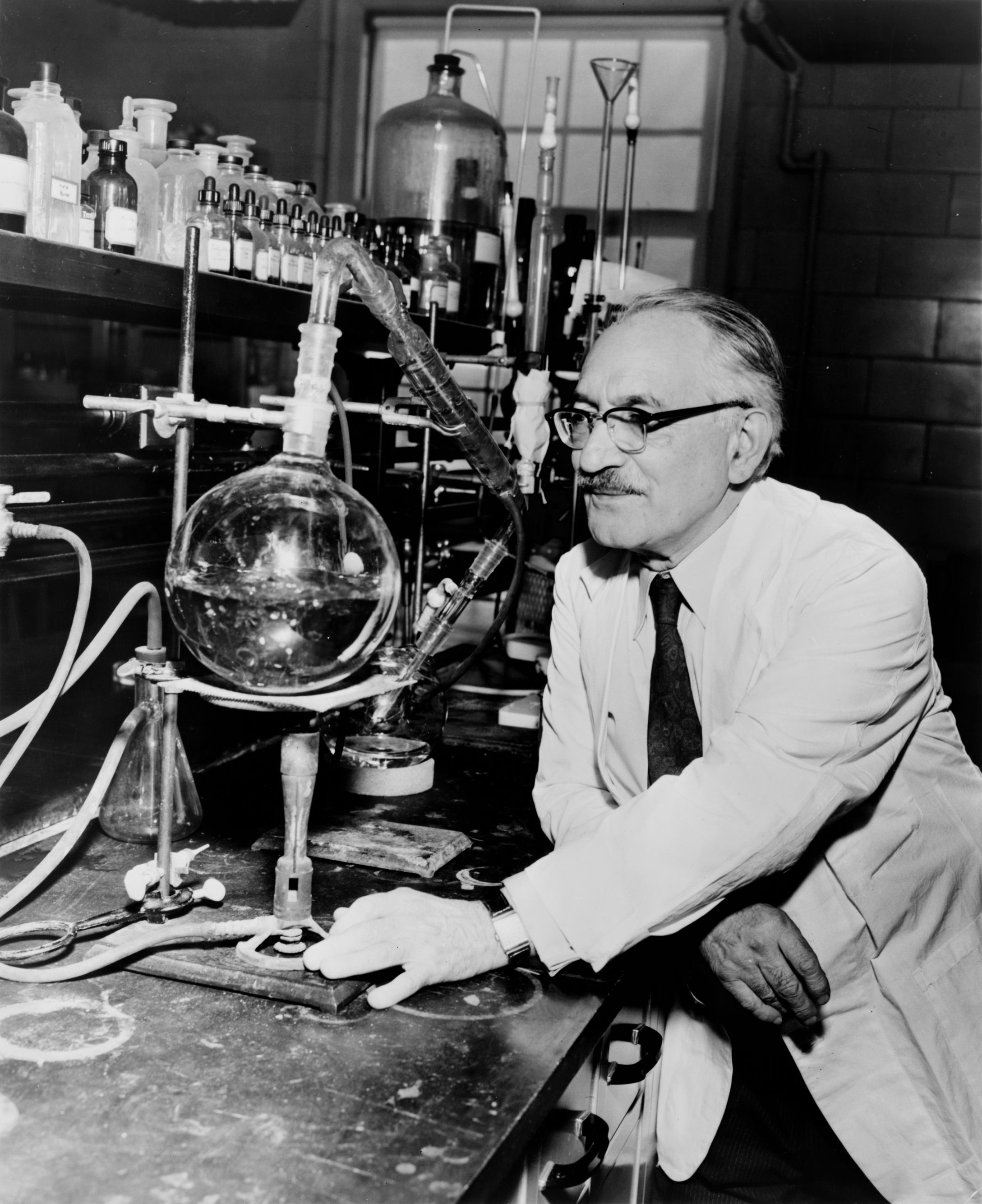
Selman Abraham Waksman získal Nobelovu cenu za objev antibiotika streptomycinu, 1952

V roce 1962 byla cena udělena Jamesi D. Watsonovi, Francisi Crickovi a Maurici Wilkinsovi za práce o struktuře a vlastnostech DNA. Nobelův výbor neocenil přínos souvisejících prací, především Aleca Stokese a Herberta Wilsona. Z dalších potenciálních kandidátů se jednalo o Erwina Chargaffa, Oswalda Averyho a Rosalind Franklinovou (práce z rentgenové krystalografie DNA), kteří svými výsledky přímo Watsonovi a Crickovi umožnili odhalit helikální strukturu dvoušroubovice. Avery ovšem zemřel v roce 1955 a Franklinová roku 1958, což u nich vyloučilo možnost pozdější nominace. Odtajněné nominační údaje ukázaly, že Franklinová nebyla na cenu nikdy navržena, ani během života. Wilkinsovým jediným přínosem na objasnění struktury bylo ukázání klíčových rentgenových snímků Franklinové Watsonovi. V důsledku hrubého zkreslení skutečnosti, kterého se Watson v knize The Double Helix dopustil na Franklinové při popisování tohoto objevu, začala být vědkyně považována za klasickou oběť sexismu ve vědě. Neoceněný a zahořklý Chargaff napsal dopis ostatním vědcům o svém rozčarování na poli molekulární biologie.
V roce 2008 ocenění směřovalo do rukou Haralda zur Hausena za objev lidského papilomaviru způsobujícího rakovinu děložního hrdla a Françoise Barré-Sinoussiové spolu s Lucem Montagnierem za objev viru HIV. Kontroverzi vyvolaly dohady, jestli se o popsání viru způsobující AIDS, zasloužil více Robert Gallo nebo Luc Montagnier. Výsledkem bylo neuznání Gallova přínosu a neudělení mu ceny. Dalším skandálem se stalo vyšetřování Haralda zur Hausena z možného finančního profitu na vývoji vakcíny v rámci preventivního očkování před rakovinou děložního hrdla. Společnost AstraZeneca, výrobce dvou vakcín proti této zhoubné nemoci, sponzorovala částkami miliónů dolarů firmy Nobel Media a Nobel Web, spojené s Nobelovou cenou a mohla mít finanční prospěch z ceny udělené Hausenovi. Podle Times Online, dvě osoby zapojené do volby Hausena, měly silné vazby na firmu AstraZeneca.

## Omezení počtu laureátů
Opatření omezující nejvyšší počet oceněných v každé oblasti na tři osoby za jeden rok bylo zavedeno v roce 1968. Způsobilo však kontroverzní odezvu. Od 50. let byl v kategorii fyziologie a lékařství patrný trend udělování cen většímu počtu laureátů, než jediné osobě.
V prvních padesáti letech získalo ocenění 59 osob. V období 1951–2000 se jednalo o více než dvojnásobný počet 113 osob. Jednou z příčin nárůstu se mohl stát rozmach mezinárodní vědecké obce po druhé světové válce, který vyústil ve větší počet vědeckých pracovníků podílejících se na objevech. Biomedicínský výzkum také začal směřovat k výraznější týmové spolupráci a umenšil dřívější atomizovaný vědecký výzkum. U objevů, na kterých se podíleli členové více než trojčlenného týmu, jsou někteří z nich automaticky vyřazeni pro maximální hranici tří oceněných.

## Neudělení ceny
Nobelova cena za fyziologii a lékařství nebyla od svého založení v roce 1901 udělena devětkrát, a to v letech 1915–1918, 1921, 1925 a 1940–1942. První světová válka způsobila čtyřnásobnou absenci oceněných (1915–1918) a v důsledku druhé světové války se cena nerozdávala třikrát (1940–1942). V roce 1939 Hitlerova Třetí říše zakázala Gerhardu Domagkovi ocenění přijmout. Medaili a diplom pak německý patolog převzal roku 1947. Nikoli však již finanční obnos.